# Richard Wagner
Wilhelm Richard Wagner (ur. 22 maja 1813 w Lipsku, zm. 13 lutego 1883 w Wenecji) – niemiecki kompozytor, dyrygent i teoretyk muzyki okresu romantyzmu. Uznawany za jednego z najwybitniejszych twórców dramatu muzycznego.
Był reformatorem muzyki operowej. Kontynuując artystyczne poszukiwania Glucka, tworzył dramaty muzyczne, z których najsłynniejsze to Lohengrin, Tristan i Izolda, misterium sceniczne Parsifal oraz tetralogia Pierścień Nibelunga. Wagner zasłynął też jako nowator w dziedzinie harmonii, wykorzystując maksymalnie możliwości tkwiące w systemie dur-moll, oraz w sztuce orkiestracji, m.in. konstruując i wykorzystując tubę wagnerowską.
Richard Wagner do dziś wzbudza kontrowersje głównie ze względu na swoje szowinistyczne i antysemickie pisma polemiczne. W 1850 roku wydał antysemicką broszurę autorską „Żydostwo w muzyce”. Szczegółowo omawia tę kwestię jego prawnuk Gottfried Wagner, bardzo krytycznie oceniający rolę dzieła i poglądów Wagnera w ukształtowaniu nazistowskiej ideologii. Jako muzykolog zwraca uwagę na to, że skoro pradziadek komponował utwory do własnych librett, traktując je jako posłannictwo dziejowe, to nie można abstrahować od jego ideologii, traktując te dzieła jakby były muzyką instrumentalną, bez tekstu. 

## Życiorys
Urodził się jako syn urzędnika policyjnego Carla Friedricha i córki piekarza Johanny Rosine Wagner (z domu Pätz, 1774–1848) (według pogłosek jako syn aktora Ludwiga Geyera, Żyda z pochodzenia, który później ożenił się z matką Wagnera). Ukończywszy szkołę św. Tomasza w Lipsku, wstąpił na uniwersytet i pobierał u kantora Christiana Theodora Weinliga naukę kontrapunktu. W roku 1833 został dyrygentem chóru w Würzburgu, gdzie powstała pierwsza opera Die Feen (Boginki). Drugą operę, Zakaz miłości (Das Liebesverbot), na podstawie utworu Miarka za miarkę Szekspira, wykonano w Magdeburgu, gdzie Wagner był kapelmistrzem operowym. Wspomniane pierwsze dzieła muzyczne Wagnera nie zyskały jednak większego uznania.
Początkowo myślał o karierze literackiej, pilnie studiując zwłaszcza dzieła dawnej literatury niemieckiej, zawierające wątki mityczne i legendarne.
Od roku 1836 był dyrektorem teatru w Królewcu (gdzie w kościele na Tragheim 24 listopada 1836 poślubił swoją pierwszą żonę, aktorkę Minnę Planer), a po jego bankructwie w roku 1837 został dyrektorem teatru w Rydze. Liczne długi zmusiły go do ucieczki przed wierzycielami za granicę – od 1839 przebywał w Paryżu, gdzie cierpiał nędzę. Zbliżył się tam do najważniejszych kompozytorów swoich czasów: Giacoma Meyerbeera, Berlioza, a zwłaszcza Liszta, z którym się zaprzyjaźnił. Ukończył wówczas operę według własnego libretta Holender tułacz, którą wystawiono w Dreźnie wraz z inną operą – Rienzi; obydwie przyniosły Wagnerowi spory sukces i w 1843 mianowano go dyrygentem opery królewskiej w Dreźnie.
Na stanowisku tym zasłynął jako znakomity interpretator dzieł Ludwiga van Beethovena, wystawił także następną swą operę Tannhäuser. W Dreźnie rozpoczął pracę nad Lohengrinem, Śpiewakami norymberskimi i szkicował Pierścień Nibelunga.
W okresie Wiosny Ludów stanął po stronie rewolucji (wcześniej, po upadku powstania listopadowego napisał uwerturę Polonia), a po stłumieniu powstania majowego w Dreźnie wyemigrował do Zurychu. Poświęcił się tam przede wszystkim formułowaniu teoretycznych podstaw swojej wizji dramatu muzycznego (opera i dramat) oraz pracy nad Pierścieniem Nibelunga. Głęboko przeżył nieszczęśliwą miłość do Matyldy Wesendonck, co ujawniło się w dramacie muzycznym Tristan i Izolda oraz w cyklu pieśni Wesendonck-Lieder.
W 1861, na wieść o ogłoszeniu amnestii, powrócił do Niemiec, gdzie cieszył się już znaczną sławą. Dzięki protekcji króla bawarskiego Ludwika II mógł ponownie cieszyć się swobodą twórczą: król spłacił jego długi oraz sfinansował wystawienie w Monachium Tristana i Izoldy.
W 1865 r. został oskarżony o trwonienie funduszy państwowych. Osiadł w Tribschen koło Lucerny (tam ukończył Śpiewaków norymberskich). Pobyt w Monachium zaznaczył się także skandalem towarzyskim: Wagner rozpoczął romans z żoną wpływowego dyrygenta Hansa von Bülowa, Cosimą, córką Liszta, a jego owocem był syn Siegfried Wagner, urodzony w roku 1869. W 1868 r. wystawił Śpiewaków norymberskich, w 1869 r. Złoto Renu, a w 1870 r. Walkirię. W 1870 r. Cosima została drugą żoną Wagnera.
Nadal cieszył się poparciem króla Ludwika, miał też liczne grono ustosunkowanych przyjaciół, którzy umożliwili mu w 1872 r. przenosiny do Bayreuth. Tam też rozpoczął budowę wielkiego teatru operowego, pozwalającego na realizację jego wizji muzycznych i dramaturgicznych.
Upojony triumfami rozpoczął zajadłe polemiki z przeciwnikami. W książce Das Judenthum in der Musik (Lipsk 1869) odmawia Żydom wszelkiego uzdolnienia artystycznego, skutkiem czego, zdaniem Wagnera, nie mogą oni oceniać jego utworów.
Ostatnie lata spędził na pisaniu rozpraw teoretyczno-filozoficznych (na ich treść miała wpływ filozofia Schopenhauera i dyskusje z Nietzschem, z którym w tym czasie się zaprzyjaźnił) oraz kolejnego dzieła operowego: Parsifala.
Wagner był aktywnym wegetarianinem – dążył do powszechnej rezygnacji ze spożycia mięsa oraz doświadczeń na zwierzętach.

## Twórczość
Wagner uznawany jest za jednego z najwybitniejszych przedstawicieli niemieckiej muzyki XIX wieku oraz jednego z największych twórców w historii opery.
Jego dzieła realizują koncepcję synkretycznego dzieła sztuki (Gesamtkunstwerk), w którym w całość sceniczną stapiają się stworzone przez jednego artystę muzyka, tekst i pomysły scenograficzne. Ze źródeł literackich wyprowadził Wagner sposób traktowania motywów (leitmotiv), przekształcanych w taki sposób, by stanowiły zasadnicze oparcie dla materiału melodycznego i rytmicznego całej opery.
Pracując nad poszerzeniem możliwości brzmieniowych orkiestry, wprowadzał do obsady rzadko stosowane instrumenty (m.in. tzw. tuby wagnerowskie). Posługiwał się zarówno polifonią, jak i homofonią, zmierzał do wyciągnięcia ostatecznych konsekwencji z systemu dur-moll, rozbudowując chromatykę, stosując niespotykane współbrzmienia i połączenia akordowe (słynny akord tristanowski pojawiający się w Tristanie i Izoldzie).

### Inspiracje
Inspiracji tematycznych szukał w dawnej literaturze niemieckiej, w mitach germańskich i celtyckich, eksponując zarówno rolę wybitnej jednostki (Holender tułacz), uwikłanej w sprzeczności losu i konieczności historycznych, jak też witalne możliwości tkwiące w zbiorowości (Śpiewacy norymberscy).
Istotną rolę w Wagnerowskiej koncepcji ludzkiego losu pełni element tragiczny, pojmowany zgodnie z poglądami Nietzschego: jako zmaganie się podłości i wzniosłości, słabości i siły, wybitności i prostactwa. Na poglądy filozoficzne Wagnera oddziaływali także Jean-Jacques Rousseau, Johann Herder, Auguste Comte, Ludwig Feuerbach, Arthur Schopenhauer (zwłaszcza w pojmowaniu śmierci).

### Dziedzictwo
Twórczość operowa i poglądy estetyczne Wagnera wywarły znaczny wpływ na muzykę przełomu XIX i XX w. Pod jego wpływem znaleźli się nie tylko muzycy, ale także literaci, zwłaszcza poeci (np. Baudelaire).
Obok oper w spuściźnie Wagnera znajdują się dzieła na chór i orkiestrę (Kantata noworoczna, Volkshymne, Descedons), chór męski a capella (Weihegruß, Gruß seiner Treuer an Friedrich August den Geliebten, An Webersgrabe), uwertury (d-moll, C-dur, Polonia, Rule Britannia, Faust), Symfonia C-dur, muzyka fortepianowa, pieśni, wyciągi fortepianowe (m.in. z oper G. Donizettiego, F. Halévy’ego, IX Symfonii L. van Beethovena, Ch.W. Glucka, G.P. Palestriny, W.A. Mozarta) oraz pisma teoretyczne: Die Kunst und die Revolution, Das Kunstwerk der Zukunft, Zukunftsmusik, Religion und Kunst.
Muzyka Wagnera wzbudza skrajne reakcje, a przez jej entuzjastów otaczana jest wręcz kultem. Muzyka Wagnera, podobnie jak poglądy Nietzschego, była utożsamiana z gloryfikacją etosu germańskiej dominacji. Uważa się, że stało się tak dlatego, że zaaprobowała je oficjalnie (jako nieliczne z dziewiętnastowiecznej tradycji niemieckiej) propaganda III Rzeszy, a żarliwym wielbicielem Wagnera był Adolf Hitler. Na jego cześć przybrał pseudonim Dmitrij Utkin, założyciel Grupy Wagnera.

### Dzieła
- 1832: Die Hochzeit (Wesele – nieukończona);
- 1834: Die Feen (Boginki, ew. Wróżki);
- 1836: Uwertura Polonia[11]
- 1836: Uwertura Rule Britannia;
- 1836: Das Liebesverbot (Zakaz miłości);
- 1837: Rienzi;
- 1841: Jezus z Nazaretu (zarzucony pomysł dramatu muzycznego)[12];
- 1843: Der fliegende Holländer (Holender tułacz lub Latający Holender);
- 1845: Tannhäuser;
- 1848: Lohengrin;
- 1856: Zwycięzcy (zarzucony pomysł dramatu muzycznego)[13];
- 1859: Tristan und Isolde (Tristan i Izolda);
- 1867: Die Meistersinger von Nürnberg (Śpiewacy norymberscy);
- tetralogia Der Ring des Nibelungen (Pierścień Nibelunga);
  - 1845: Das Rheingold (Złoto Renu);
  - 1856: Die Walküre (Walkiria);
  - 1871: Siegfried (Zygfryd);
  - 1874: Götterdämmerung (Zmierzch bogów);
- 1876: American Centennial March;
- 1882: Parsifal;
- Uwertura d-moll;
- Symfonia C-dur;
- II Koncert;
- Kaisermarsch.
- Siegfried-Idyll

## Odznaczenia
- Order Maksymiliana za Naukę i Sztukę (Bawaria, 1873)[14]